# سانتا ماریا کورتیخو
سانتا ماریا کورتیخو (به اسپانیایی: Santa María Cortijo) یک منطقهٔ مسکونی در مکزیک است که در اوآخاکا واقع شده‌است. سانتا ماریا کورتیخو ۸۸ کیلومتر مربع مساحت و ۹۸۳ نفر جمعیت دارد.